# Казинец-Шах-Азизова, Марина Ивановна
Марина Ивановна Казинец-Шах-Азизова (урождённая Казинец; 27 января 1907, Тифлис, Российская империя — 27 октября 2000) — советская балерина. Заслуженная артистка Грузинской ССР (1943). Педагог.

## Биография
Родилась 27 января 1907 года в городе Тифлис.
В 1927 году взяла фамилию мужа (Шах-Азизова), но в первые военные годы (1941—1943) изменила её, добавив к фамилии мужа свою девичью фамилию Казинец.
Отец — Иван Устинович Казинец (1878—1918), крестьянин, работал курьером Тбилисского суда.
Мать — Наталия Давидовна Казинец (1884—1925), урожденная Карсидзе, из дворян.
Муж — Константин Язонович Шах-Азизов (1903—1977), заслуженный деятель искусств РСФСР, директор Центрального детского театра (1948—1974).
Дочь — Татьяна Константиновна Шах-Азизова (1937—2015) советский, российский театральный критик, театровед, доктор искусствоведения.
Училась в тбилисской студии М. И. Перини (1917-22). В 1920 −1925 (с перерывами) в Театре им. Палиашвили.
Стажировалась в Москве (1928—1929) и Ленинграде (1933—1934). В сезоне 1935-1936 годов работала в Свердловском оперном театре.
В 1920—1945 гг. работала в Тбилисском театре оперы и балета им. Палиашвили (Грузинская ССР).
В 1936—1943 годах преподавала в Тбилисской хореографической студии.
В 1945—1948 годах солистка Большого театра.
Умерла в 2000 году. Похоронена на Введенском кладбище (8 уч.).

## Творчество
Исполнительница ведущих партий в балетах:
- «Карнавал»,
- «Коппелия»,
- «Привал кавалерии»,
- «Дон Кихот»,
- «Лебединое озеро»,
- «Малтаква»,
- «Эсмеральда»,
- «Бахчисарайский фонтан» (Мария и Зарема).

## Награды
В 1943 году присвоено звание Заслуженная артистка Грузинской ССР.